# لويس أرماند
لويس أرماند (بالفرنسية: Louis Armand)‏ هو مهندس معادن ‏ فرنسي، ولد في 17 يناير 1905 في Cruseilles ‏ في فرنسا، وتوفي في 30 أغسطس 1971 في Villers-sur-Mer ‏ في فرنسا.

## وصلات خارجية
- لويس أرماند على موقع مونزينجر (الألمانية)
- لويس أرماند على موقع ديسكوغز (الإنجليزية)